# Najas pectinata
Najas pectinata är en dybladsväxtart som först beskrevs av Filippo Parlatore, och fick sitt nu gällande namn av Paul Wilhelm Magnus. Najas pectinata ingår i släktet najasar, och familjen dybladsväxter. IUCN kategoriserar arten globalt som livskraftig. Inga underarter finns listade.